# Aries Spears
Aries Spears (Chicago, 3 aprile 1975) è un attore e comico statunitense.
È stato uno dei principali volti dello show comico della Fox MADtv: apparso in 198 episodi, è secondo come partecipazioni nello show solo a Michael McDonald.

## Biografia
Aries Spears è nato a Chicago, nell'Illinois. Sua madre, Doris Spears, è stata una cantante jazz. All'età di undici anni si è trasferito nel New Jersey e ha frequentato la Arthur M. Judd Elementary School. Ha cominciato la carriera di comico all'età di quattordici anni, esibendosi nei comedy club di New York. All'età di diciassette anni è stato espulso dalla scuola superiore che frequentava, la North Brunswick Township High School, a seguito di una rissa.

## Carriera
La prima apparizione televisiva fu al Def Comedy Jam di Russell Peters, seguito da Showtime at the Apollo nel 1987. Nel 1992 si trasferisce a Los Angeles, ottenendo un ruolo nella serie Tutti al college, spin-off de I Robinson, e diventando membro fisso in altri show quali The comedy store, The improv e The laugh factory. Altre apparizioni televisive includono quelle a Crosstown traffic, Le avventure di Brisco County Jr. e Soul train.
A sedici anni ottiene una parte nel film del 1992 di Spike Lee Malcolm X, con Denzel Washington. Poco dopo ottenne la parte dell'avversario di Glenn Frey in South of sunset. Altre apparizioni cinematografiche includono quelle in Home of angels, The pest, Jerry Maguire, Out-of-sync e La famiglia Proud.

## MADtv
Entra nella serie durante la terza stagione, nel 1997, e la lascia durante la decima, nel 2005. Durante la sua permanenza nello show ha creato personaggi spesso poco politically correct, come il rapper Emcee Esher. Si è inoltre fatto conoscere per le sue imitazioni di star della musica e del cinema come Jay-Z, Snoop Dogg, Michael Jackson, Shaquille O'Neal, Eddie Murphy, LL Cool J, James Brown, R. Kelly e Robert De Niro.

## Il dopoMADtv
Spears è apparso in un episodio della seconda stagione di Mind of Mencia. Nel 2006 è apparso nel film Hood of Honor. Ha partecipato alla serie tv The Underground e ha prestato la sua voce al personaggio Wizard Kelly nella serie tv animata La famiglia Proud.
È apparso poi nel talk show radiofonico Covino and Rich criticando e sfidando ad una battaglia di freestyle il rapper Soulija Boy Tell 'Em. È apparso poi in due episodi di Frank TV impersonando il cestista Shaquille O'Neal.
Ha firmato un contratto con la Fabb Vision Network, conducendo lo spettacolo The Underground girato a Columbus, nell'Ohio.
Nel 2009 è apparso assieme ad altri comici allo All Star Comedy Jam.
Nel 2011 la rete televisiva Showtime ha proposto lo speciale Aries Spears: Hollywood, Look I'm Smiling.